# Leptagrion prothoracicum
Leptagrion prothoracicum är en trollsländeart som först beskrevs av Douglas E. Kimmins 1945.  Leptagrion prothoracicum ingår i släktet Leptagrion och familjen dammflicksländor. Inga underarter finns listade i Catalogue of Life.